# Antonio Banchieri

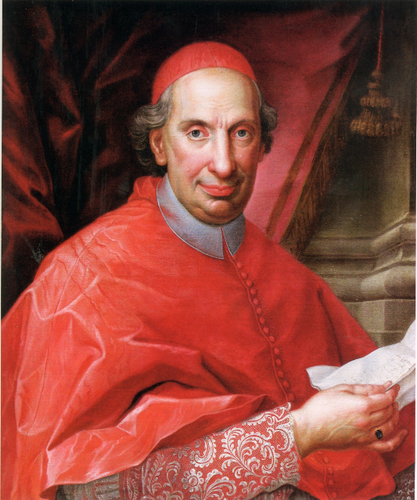
Antonio Kardinal Banchieri (1728)

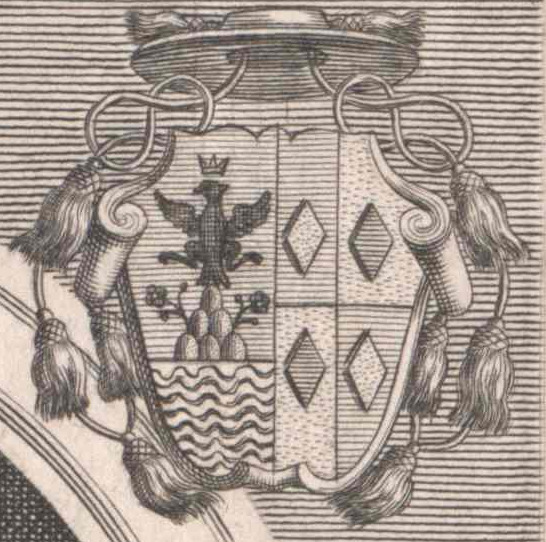
Kardinalswappen

Antonio Banchieri (* 19. Mai 1667 in Pistoia; † 16. September 1733 ebenda) war ein italienischer Geistlicher und Kardinal der Römischen Kirche und Kardinalstaatssekretär.

## Leben
Er war der Sohn von Niccolò Banchieri, Gonfaloniere von Pistoia, Ritter des St.-Stephans-Orden, und der Caterina Rospigliosi, einer Nichte von Papst Clemens IX., er war zudem ein Neffe der Kardinäle Giacomo Rospigliosi und Felice Rospigliosi, beide Brüder seiner Mutter. Er selbst war später Onkel der Kardinäle Giacomo Oddi und Giovanni Francesco Banchieri sowie Großonkel von Kardinal Niccolò Oddi.
Seine Studien begann Antonio Banchieri 1679 am Collegio Tolomei in Siena, bevor er nach Rom zog und am Seminario Romano Philosophie und Theologie studierte. Am 10. Juli 1692 wurde er in Rom zum Doctor iuris utriusque promoviert. Er wurde Apostolischer Protonotar und war bis 1725 an der Apostolischen Signatur sowie als Konsistorialanwalt tätig. Vom 23. Dezember 1702 bis zum 8. August 1706 war er Vize-Legat in Avignon. Als ihn der Papst im Jahr 1706 zum Nuntius beim König von Frankreich bestellen wollte, lehnte Banchieri jedoch aus persönlichen Gründen ab – er wollte nicht die Priesterweihe empfangen. So wurde er im Mai 1706 Sekretär der Kongregation Propaganda Fide. Von 1712 bis 1713 war Banchieri Mitglied einer besonderen Kongregation, die sich mit dem Werk Reflexions morales sur le Nouveau Testament des französischen Jansenisten Pasquier Quesnel befasste. Als Gouverneur von Rom und Vize-Camerlengo der Römischen Kirche wirkte er vom 30. September 1724 bis zum 30. April 1728.
Am 9. Dezember 1726 erhob Papst Benedikt XIII. ihn zum Kardinal in pectore, die Ernennung wurde im Konsistorium vom 30. April 1728 bekannt gemacht. Banchieri empfing am 10. Mai 1728 den Kardinalshut und die Titeldiakonie San Nicola in Carcere. Er war Teilnehmer am Konklave 1730, aus dem Clemens XII. als Papst hervorging. Am 15. Juli 1730 wurde er Kardinalstaatssekretär, dieses Amt bekleidete er bis zu seinem Tode.
Im Juli 1733 erlitt Antonio Banchieri einen Schlaganfall und zog sich am 29. August desselben Jahres nach Pistoia zurück, wo er zwei Wochen später starb. Er wurde in der Jesuitenkirche Santissimo Nome di Gesù in Pistoia beigesetzt.